# Formato di quotidiano

Confronto di alcuni formati di quotidiano con misure decimali. Le dimensioni approssimative nominali sono espresse in millimetri.

I formati di quotidiano variano significativamente, con diffusione e popolarità differenti a seconda del Paese di pubblicazione.
La misura di un formato di quotidiano si riferisce al formato carta; l'area stampata all'interno può variare notevolmente a seconda del quotidiano.
In alcuni Paesi particolari formati sono associati a specifici tipi di quotidiano; per esempio, nel Regno Unito, c'è una distinzione tra "tabloid" e "broadsheet" con riferimento alla qualità dei contenuti, a partire dal fatto che i quotidiani più popolari usano il formato tabloid; da qui la nozione di "giornalismo tabloid".

## Tendenze
Manfred Werfel, Research Director e vicepresidente di IFRA, prevede la tendenza ad una maggior diffusione del formato berlinese.
Un'altre recente tendenza  nell'evoluzione del formato di molti giornali consiste in quella che si definisce una "riduzione web", in cui la pubblicazione è riprogettata per essere stampata usando un rotolo di carta più stretto (e meno costoso). In esempi limite, alcune carte broadsheet sono praticamente ridotte in larghezza alla dimensione dei tradizionali tabloid. Un rotolo medio di carta da giornale da 12 kg e 110 cm di diametro se svolto copre 15,6 km di lunghezza.

## Misure e aspect ratio
- Diver's Dispatch 914,4 mm × 609,6 mm (36,00 in × 24,00 in) (1.5 aspect ratio)
- Broadsheet 749 mm × 597 mm (29,5 in × 23,5 in) (1.255 aspect ratio)
- Nordisch 570 mm × 400 mm (22 in × 16 in) (1.425 aspect ratio)
- Rhenish circa 350 mm × 520 mm (14 in × 20 in) (1.486 aspect ratio)
- Swiss (Neue Zürcher Zeitung) 475 mm × 320 mm (18,7 in × 12,6 in) (1.484 aspect ratio)
- Berliner 470 mm × 315 mm (18,5 in × 12,4 in) (1.492 aspect ratio)
  - L'area stampata di The Guardian era 443 mm × 287 mm (17,4 in × 11,3 in).[2]
- Tabloid 430 mm × 280 mm (17 in × 11 in) (1.536 aspect ratio)

### Confronto con ISO 216 (1.414)
- A2 594 mm × 420 mm (23,4 in × 16,5 in)
- B3 500 mm × 353 mm (19,7 in × 13,9 in)
- C3 458 mm × 324 mm (18,0 in × 12,8 in)
- A3 420 mm × 297 mm (16,5 in × 11,7 in)
- A4 297 mm × 210 mm (11,7 in × 8,3 in)